# Anselme Brusa
Plinio Ansèlme Brusa (ur. 27 sierpnia 1899 w Chiasso, zm. 24 lipca 1969 w Lyonie) – francuski wioślarz, brązowy medalista olimpijski.
Wystąpił na igrzyskach olimpijskich w Los Angeles w 1932, gdzie Francuzi w składzie: Anselme Brusa, André Giriat i Pierre Brunet zdobyli brązowy medal w dwójkach ze sternikiem. W wyścigu finałowym o 15,4 sekundy wyprzedzili ich reprezentanci USA i 10,0 sekund Polacy. Był to jego jedyny start olimpijski.
Ponadto na mistrzostwach Europy w Paryżu w 1931 zdobył złoty medal w dwójkach ze sternikiem.
Urodził się w Szwajcarii, w rodzinie włoskiego pochodzenia. We Francji osiedlił się po zakończeniu I wojny światowej, obywatelstwo uzyskał na krótko przed igrzyskami w 1932 roku.